# Letní olympijské hry 2036
Letní olympijské hry 2036, oficiálně Hry XXXVI. olympiády (anglicky Games of the XXXVI Olympiad), jsou budoucí mezinárodní multisportovní událost. Vítězná nabídka na hostitelské město by mohla být vyhlášena v letech 2025 až 2029. Tyto hry budou následovat po Letních olympijských hrách 2032 a Zimních olympijských hrách 2034.

## Volba pořadatele
Dne 24. června 2019 byl na 134. zasedání MOV v Lausanne schválen nový výběrový proces, aby se snížily náklady na přípravu projektů a kampaně uchazečů. Celá procedura je kratší, takže vybraný pořadatel má více času na přípravu. Klíčové návrhy, které vycházejí z příslušných doporučení Olympijské Agendy 2020, jsou:
- Navázat trvalý a nepřetržitý dialog s cílem prozkoumat a vyvolat zájem měst / regionů / států a národních olympijských výborů o jakoukoli olympijskou událost
- Vytvořit dvě budoucí hostitelské komise (letní a zimní hry), které budou sledovat zájem o budoucí olympijské akce a budou podávat zprávy výkonné radě MOV.
- Poskytněte větší vliv zasedání MOV tím, že necháte členy nevýkonných orgánů působit v budoucích hostitelských výborech a komisí.

MOV také upravil olympijskou chartu, aby zvýšil její flexibilitu tím ,že odstranil datum voleb ze sedmi let před hrami a změnou hostitele z jednoho města, regionu, země na více měst, regionů nebo zemí.
Podle zadávací dokumentace „Future Host Commission“ s pravidly chování je nový nabídkový systém MOV rozdělen do dvou fází dialogu:
- Kontinuální dialog: Nezávazné diskuse mezi MOV a zúčastněnými stranami (město / region / země / národní olympijský výbor se zájmem o hostování) týkající se pořádání budoucích olympijských akcí.
- Cílený dialog: Cílené diskuse s jednou nebo více zúčastněnými stranami (tzv. Preferovanými hostiteli) podle pokynů výkonné rady MOV. Vyplývá to z doporučení budoucí hostitelské komise v důsledku průběžného dialogu.

## Potenciální nabídky (částečný seznam)

### Afrika
- Káhira, Egypt

Egypt projevil zájem o pořádání letních olympijských her v roce 2036 v novém sportovním komplexu zvaném Egypt International Olympic City nedaleko Káhiry.

### Asie
- Šanghaj, Kanton, Wuchan, Si-an, a další města v Číně

Dvanáct měst v Číně projevilo zájem o pořádání letních olympijských her v roce 2036. Například: Šanghaj, Wuchan, Si-an, Kanton a Nanking. Čína zahájila společný návrh nabídky Čcheng-tu a Čchung-čchingu pro letní olympijské hry v roce 2032 nebo 2036.
- Ahmadábád, Indie

Indie již dříve projevila zájem o pořádání letních olympijských her v roce 2032, ale nyní se zaměřuje na pořádání letních olympijských her 2036 v Ahmadábádu. Ahmedabad Urban Development Authority (AUDA) najal konzultanta, který vydal zprávu o tom, jaká místa a infrastruktura musí být vybudována, aby se olympijské hry v Ahmadábádu mohly konat. V říjnu 2021 prezident Indické olympijského výboru (IOV) Narinder Batra prohlásil, že Stadion Naréndry Módího v Ahmadábádu bude dějištěm zahajovacího ceremoniálu her. Potvrdil také, že IOV jedná s Mezinárodním olympijským výborem o možné nabídce Indie na pořádání her v roce 2036.
- Jakarta – Nusantara, Indonésie

V červenci 2021 oznámil šéf Indonéského olympijského výboru, že Indonésie se bude ucházet o pořádání letních olympijských her v roce 2036 poté, co se jim nepodařilo získat hostitelství ročníku 2032. A to ve snaze, stát se první zemí jihovýchodní Asie, která bude hostit olympijské hry. Indonésie dříve hostila Asijské hry v roce 2018 a měla také zájem o pořádání letních olympijských her v roce 2032, než prohrála s australským Brisbane. 
- Vladivostok, Rusko

Starosta Vladivostoku Konstantin Šestakov dne 2. září 2021 řekl, že jeho město plánuje podat nabídku na pořádání letních olympijských her v roce 2036. Kvůli invazi na Ukrajinu v roce 2022 Mezinárodní olympijský výbor zakázal Rusku hostit jakékoli mezinárodní akce, což znemožňuje úspěch kandidatury na hry v roce 2036.
- Soul, Jižní Korea

Lee Kee-heung, prezident Korejského olympijského výboru řekl že věří, že Soul se po letních olympijských hrách v roce 1988 stane druhým asijským městem, které bude dvakrát hostit letní olympijské hry, po vzoru japonského Tokia, které hostilo olympijské hry v roce 1964 a 2020. Země dříve hostila letní olympijské hry v roce 1988, rovněž v Soulu, a zimní olympijské hry v roce 2018 v Pchjongčchangu. Je také hostitelem nadcházejících zimních olympijských her mládeže v roce 2024 v Pchjongčchangu.

### Evropa
- Florencie – Bologna, Itálie

V červenci 2021 vyjádřili starostové Florencie Dario Nardella a Bologni Virginio Merola zájem předložit nabídku na letní olympijské hry v roce 2036.
- Londýn, Velká Británie

V únoru 2019 starosta Londýna Sadiq Khan vyjádřil svůj zájem, aby se Londýn ucházel o olympijské hry v roce 2032 nebo 2036. Starosta poznamenal, že rok 2032 nebyl vyloučený, ale pravděpodobnější je rok 2036. Není však jasné, ve kterém roce bude nabídka podána. Londýn hostil letní olympijské hry v letech 1908, 1948 a 2012. Birmingham podal neúspěšnou nabídku na letní olympijské hry 1992 (které byly uděleny Barceloně) a Manchester podal dvě neúspěšné nabídky na letní olympijské hry 1996 a letní olympijské hry 2000.
- Istanbul, Turecko

Dne 8. června 2020 viceprezident Tureckého olympijského výboru Hazan Arat řekl, že: „Istanbul by měl být kandidátským městem na letní olympijské hry v roce 2032“. Istanbul neúspěšně kandidoval na Letní olympijské hry 2000, Letní olympijské hry 2008 a Letní olympijské hry 2020, které prohrály se Sydney, Pekingem a Tokiem. 
- Berlín, Německo a Tel Aviv, Izrael

Diskutovalo se o společné žádosti německého Berlína a izraelského Tel Avivu. Hostitelství by bylo připomínkou 100 let po olympijských hrách v Berlíně v roce 1936. 
- Krakov, Polsko

Zájem o pořádání projevilo Polsko. Kandidaturu oznámil prezident Andrzej Duda na podzim 2023.

### Severní Amerika
- Montreal – Toronto, Kanada

V únoru 2021 Journal de Montreal oznámil, že Kanadský olympijský výbor zkoumá možnost společné nabídky Montrealu a Toronta na letní olympijské hry v roce 2032 nebo 2036.